# Asa Guevara
Asa Guevara (ur. 20 grudnia 1995 w Port-of-Spain) – trynidadzko-tobagijski lekkoatleta specjalizujący się w biegach sprinterskich.
W sezonie 2012 podczas mistrzostw Ameryki Środkowej i Karaibów juniorów młodszych był piąty w biegu na 200 metrów oraz zdobył złoto w sztafecie 4 × 400 metrów. Kilka tygodni później w Barcelonie odpadł w eliminacjach biegu na 400 metrów i wraz z kolegami z reprezentacji sięgnął po brązowy medal mistrzostw świata juniorów w biegu rozstawnym 4 × 400 metrów. rezerwowy zawodnik w tej konkurencji na igrzyskach olimpijskich w 2020 w Tokio. Zdobywca złotego medalu w sztafecie 4 × 400 metrów na igrzyskach Wspólnoty Narodów w Birmingham.
Medalista mistrzostw Ameryki Środkowej i Karaibów juniorów oraz CARIFTA Games.

## Osiągnięcia
| Rok  | Impreza                                                     | Miejsce      | Konkurencja             | Lokata     | Wynik   |
| ---- | ----------------------------------------------------------- | ------------ | ----------------------- | ---------- | ------- |
| 2012 | Mistrzostwa Ameryki Środkowej i Karaibów juniorów młodszych | San Salvador | bieg na 200 metrów      | 5. miejsce | 21,49   |
| 2012 | Mistrzostwa Ameryki Środkowej i Karaibów juniorów młodszych | San Salvador | sztafeta 4 × 400 metrów | 1. miejsce | 3:11,66 |
| 2012 | Mistrzostwa świata juniorów                                 | Barcelona    | bieg na 400 metrów      | eliminacje | 47,93   |
| 2012 | Mistrzostwa świata juniorów                                 | Barcelona    | sztafeta 4 × 400 metrów | 3. miejsce | 3:06,32 |
| 2014 | Mistrzostwa Ameryki Środkowej i Karaibów juniorów           | San Salvador | sztafeta 4 × 400 metrów | 3. miejsce | 3:13,73 |
| 2014 | Mistrzostwa świata juniorów                                 | Eugene       | bieg na 400 metrów      | eliminacje | 49,48   |
| 2014 | Mistrzostwa świata juniorów                                 | Eugene       | sztafeta 4 × 400 metrów | eliminacje | 3:12,06 |
| 2012 | Halowe mistrzostwa świata                                   | Birmingham   | bieg na 400 metrów      | półfinał   | 46,91   |
| 2012 | Halowe mistrzostwa świata                                   | Birmingham   | sztafeta 4 × 400 metrów | 4. miejsce | 3:02,52 |
| 2019 | IAAF World Relays                                           | Jokohama     | sztafeta 4 × 400 metrów | 1. miejsce | 3:00,81 |
| 2019 | Mistrzostwa świata                                          | Doha         | sztafeta 4 × 400 metrów | 5. miejsce | 3:00,74 |
| 2022 | Mistrzostwa świata                                          | Eugene       | sztafeta 4 × 400 metrów | 5. miejsce | 3:00,03 |
| 2022 | Igrzyska Wspólnoty Narodów                                  | Birmingham   | bieg na 400 metrów      | półfinał   | 46,46   |
| 2022 | Igrzyska Wspólnoty Narodów                                  | Birmingham   | sztafeta 4 × 400 metrów | 1. miejsce | 3:01,29 |
| 2022 | Mistrzostwa NACAC                                           | Freeport     | bieg na 400 metrów      | 4. miejsce | 46,26   |
| 2022 | Mistrzostwa NACAC                                           | Freeport     | sztafeta 4 × 100 metrów | 2. miejsce | 38,94   |
| 2023 | Mistrzostwa świata                                          | Budapeszt    | sztafeta 4 × 400 metrów | eliminacje | 3:01,54 |

## Rekordy życiowe
Rekordy życiowe Guevary:
- Bieg na 200 metrów (stadion) – 20,51 (28 kwietnia 2018, Tucson)
- Bieg na 200 metrów (hala) – 21,43 (13 lutego 2017, Albuquerque)
- Bieg na 400 metrów (stadion) – 45,26 (13 maja 2018, Houston)
- Bieg na 400 metrów (hala) – 46,47 (16 lutego 2019, College Station)